# U-17-Fußball-Ozeanienmeisterschaft 1993
Die fünfte U-17-Fußball-Ozeanienmeisterschaft wurde 1993 in Neuseeland ausgetragen. Sieger wurde Australien und qualifizierte sich dadurch für die U-17-Fußball-Weltmeisterschaft 1993.

## Modus
Die sechs Mannschaften spielten in zwei Gruppen eine Einfachrunde. Die beiden Erstplatzierten jeder Gruppe erreichten das Halbfinale.

## Gruppe A
| Pl. | Verein     | Sp. | S | U | N | Tore    | Diff. | Punkte |
| --- | ---------- | --- | - | - | - | ------- | ----- | ------ |
| 1.  | Australien | 2   | 2 | 0 | 0 | 004:100 | +3    | 04:0   |
| 2.  | Salomonen  | 2   | 1 | 0 | 1 | 001:200 | −1    | 02:20  |
| 3.  | Tahiti     | 2   | 0 | 0 | 2 | 001:300 | −2    | 0:40   |

## Gruppe B
| Pl. | Verein     | Sp. | S | U | N | Tore    | Diff. | Punkte |
| --- | ---------- | --- | - | - | - | ------- | ----- | ------ |
| 1.  | Neuseeland | 2   | 2 | 0 | 0 | 015:100 | +14   | 04:0   |
| 2.  | Fidschi    | 2   | 0 | 1 | 1 | 002:600 | −4    | 01:30  |
| 3.  | Vanuatu    | 2   | 0 | 1 | 1 | 001:110 | −10   | 01:30  |

## Finalspiele
|  | Halbfinale | Halbfinale | Halbfinale |  |  | Finale | Finale     | Finale |
|  |            |            |            |  |  |        |            |        |
|  |            |            |            |  |  |        |            |        |
|  | A1         | Australien | 5          |  |  |        |            |        |
|  | B2         | Fidschi    | 0          |  |  |        |            |        |
|  |            |            |            |  |  | A1     | Australien | 3      |
|  |            |            |            |  |  | A2     | Salomonen  | 0      |
|  | B1         | Neuseeland | 1          |  |  |        |            |        |
|  | A2         | Salomonen  | 2          |  |  |        |            |        |
|  |            |            |            |  |  |        |            |        |